# 日本医療研究開発大賞

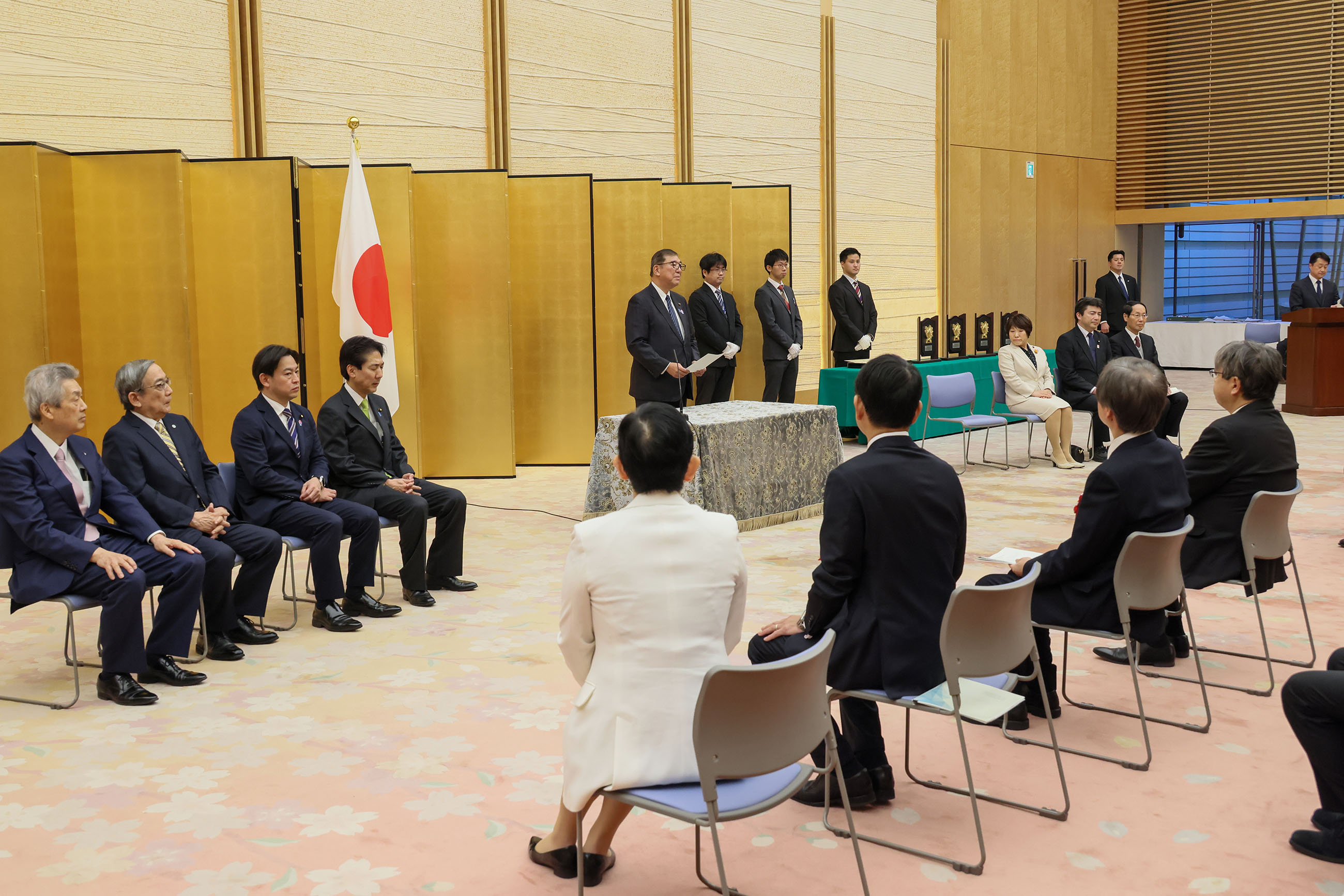
第７回日本医療研究開発大賞の表彰式（2025年1月17日）

日本医療研究開発大賞（にほんいりょうけんきゅうかいはつたいしょう）は、日本の内閣総理大臣等が授与する賞。「健康・医療戦略（閣議決定）」及び「医療分野研究開発推進計画（健康・医療戦略推進本部決定）」の下、2017年（平成29年）度より実施されている。
表彰式は内閣総理大臣官邸において執り行なわれる。

## 概要
我が国のみならず世界の医療の発展に向けて、医療分野の研究開発の推進に多大な貢献をした事例に関して、功績を称えることにより、国民の関心と理解を深めるとともに、研究者等のインセンティブを高めることを目的としている。

## 沿革
2016年11月9日官邸において、横倉義武日本医師会会長が安倍晋三内閣総理大臣と会談を行い、医療分野の研究開発に関する「内閣総理大臣賞」の創設を要望し、「その方向で検討させて頂く」との回答をした。
それを受け、 医療分野研究開発推進計画において「医療分野の研究開発の推進に多大な貢献をした事例に関し、その功績をたたえる日本医療研究開発大賞を創設する。」と記載され、2017年2月17日に閣議決定された。
その後、第1回日本医療研究開発大賞が2017年11月17日に受賞者が公表され、12月13日にの表彰式が行われた。
なお、表彰式に先立ち、山中伸弥（京都大学iPS細胞研究所所長）、末松誠（日本医療研究開発機構理事長）の特別講演等による日本医療研究開発大賞記念講演会が開催されている。
第6回 2022年（令和4年）度は諸事情により未実施となった。
第6回 2023年（令和5年）度から公募方式に変更になった。またスタートアップ賞（健康・医療戦略担当大臣表彰）、スタートアップ奨励賞（ファイナリスト）が追加された。
第7回 2024年（令和6年）度の公募期間は、2024年6月17日 - 2024年7月31日となっている。

## 受賞

### 内閣総理大臣賞
極めて顕著な功績が認められる事例（1件）
| 年度               | 受賞者団体・受賞者名（所属名、姓名は受賞時）                    | 功績                                                                    |
| ------------------ | --------------------------------------------------------------- | ----------------------------------------------------------------------- |
| 2017年（平成29年） | 田中啓二（東京都医学総合研究所理事長）                          | プロテアソームの構造と機能の解明                                        |
| 2018年（平成30年） | 小川誠二（東北福祉大学感性福祉研究所特任教授）                  | 機能的MRIの開発                                                         |
| 2019年（令和元年） | 金井好克（大阪大学大学院医学系研究科教授） 田辺三菱製薬株式会社 | SGLT2の分子同定とその阻害薬の開発                                       |
| 2020年（令和2年）  | 日本光電工業株式会社                                            | パルスオキシメーターの開発と実用化                                      |
| 2021年（令和3年）  | テルモ株式会社 竹田晋浩（NPO法人日本ECMOnet理事長）             | ECMOの研究開発と実用化及び普及                                          |
| 2022年（令和4年）  | 未実施                                                          |                                                                         |
| 2023年（令和5年）  | 第一三共株式会社                                                | DXd-ADC技術（革新的抗体薬物複合体技術）の開発による新規がん治療薬の創製 |

### 健康・医療戦略担当大臣賞
特に顕著な功績が認められる事例（1件）
| 年度               | 受賞者団体・受賞者名（所属名・姓名は受賞時）                                                                                           | 功績                                                 |
| ------------------ | --- | ---------------------------------------------------- |
| 2017年（平成29年） | 大塚製薬株式会社 | 多剤耐性肺結核治療薬デラマニドの開発                 |
| 2018年（平成30年） | 吉田稔（理化学研究所環境資源科学研究センターケミカルゲノミクス研究グループグループディレクター、東京大学大学院農学生命科学研究科教授） | エピジェネティクス制御を分子標的とした創薬基盤研究   |
| 2019年（令和元年） | 公益財団法人実験動物中央研究所 | 最先端実験動物の開発による医療分野の研究開発への貢献 |
| 2020年（令和2年）  | 菅村和夫（宮城県立がんセンター研究所特任部長）                                                                                         | サイトカイン受容体の構造解明と超免疫不全マウスの開発 |
| 2021年（令和3年）  | 田辺三菱製薬株式会社 DM三井製糖ホールディングス株式会社                                                                                | 多発性硬化症治療薬フィンゴリモド塩酸塩の開発         |
| 2022年（令和4年）  | 未実施 |                                                      |
| 2023年（令和5年）  | 塩野義製薬株式会社 株式会社AdvanSentinel 北島正章（北海道大学大学院工学研究院准教授)                                                   | 新型コロナに対する下水疫学調査の実装                 |

### 文部科学大臣賞
科学技術・学術の振興の視点から特に顕著な功績が認められる事例（1件）
| 年度               | 受賞者団体・受賞者名（所属名、姓名は受賞時）                       | 功績                                                       |
| ------------------ | ------------------------------------------------------------------ | ---------------------------------------------------------- |
| 2017年（平成29年） | 石野良純（九州大学大学院農学研究院教授）                           | CRISPR配列の発見                                           |
| 2018年（平成30年） | 酒井敏行（京都府立医科大学大学院医学研究科分子標的癌予防医学教授） | がん抑制遺伝子の再活性化によるがん治療薬トラメチニブの発見 |
| 2019年（令和元年） | 竹市雅俊（理化学研究所生命機能科学研究センターチームリーダー）     | カドヘリンの発見と多細胞体制構築機構の解明                 |
| 2020年（令和2年）  | 水島昇（東京大学大学院医学系研究科教授）                           | 哺乳類オートファジーの分子機構の解明                       |
| 2021年（令和3年）  | 古市泰宏（新潟薬科大学客員教授、株式会社GF Mille最高顧問）         | メッセンジャーRNA （mRNA）のキャップ構造の発見と機能解明   |
| 2022年（令和4年）  | 未実施                                                             |                                                            |
| 2023年（令和5年）  | 国立研究開発法人量子科学技術研究開発機構量子生命・医学部門         | 重粒子線治療の研究開発と普及                               |

### 厚生労働大臣賞
社会福祉、社会保障及び公衆衛生の向上及び増進の視点から特に顕著な功績が認められる事例（1件）
| 年度               | 受賞者団体・受賞者名（所属名、姓名は受賞時）                                                                                           | 功績                                                             |
| ------------------ | --- | ---------------------------------------------------------------- |
| 2017年（平成29年） | 東芝メディカルシステムズ株式会社 片田和広（藤田保健衛生大学医学部名誉教授） 遠藤真広（公益財団法人医用原子力技術研究振興財団常務理事） | 4次元X線CT装置の開発                                             |
| 2018年（平成30年） | 石原一彦（東京大学大学院工学系研究科マテリアル工学専攻教授）                                                                           | 生体親和性バイオマテリアルMPCポリマーの開発                      |
| 2019年（令和元年） | オリンパス株式会社 安福和弘（トロント大学附属トロント総合病院呼吸器外科教授）                                                          | EBUS-TBNAシステムの開発                                          |
| 2020年（令和2年）  | 中外製薬株式会社 嶋緑倫（奈良県立医科大学教授）                                                                                        | 血液凝固第Ⅷ因子機能を代替するバイスペシフィック抗体医薬の創製    |
| 2021年（令和3年）  | 朝日インテック株式会社 | 心筋梗塞などの治療成功率を向上させる世界初の医療用デバイスの開発 |
| 2022年（令和4年）  | 未実施 |                                                                  |
| 2023年（令和5年）  | 株式会社メディカロイド | 手術支援ロボット「hinotori™ サージカルロボットシステム」の開発   |

### 経済産業大臣賞
経済及び産業の発展の視点から特に顕著な功績が認められる事例（1件）
| 年度               | 受賞者団体・受賞者名（所属名、姓名は受賞時）                                                                   | 功績 |
| ------------------ | --- | --- |
| 2017年（平成29年） | 東京女子医科大学先端生命医科学研究所 早稲田大学先端生命医科学センター                                          | 「東京女子医科大学・早稲田大学連携先端生命医科学研究教育施設（TWIns）」等における医工連携を担う人材育成拠点の形成 |
| 2018年（平成30年） | 日本電子株式会社 株式会社CeSPIA                                                                                | クライオ電子顕微鏡の研究開発                                                                                      |
| 2019年（令和元年） | 株式会社メトラン 宮坂勝之（聖路加国際大学名誉教授） 中川聡（国立成育医療研究センター手術・集中治療部診療部長） | 新生児小児用ＨＦＯ人工呼吸器の開発と海外事業展開                                                                  |
| 2020年（令和2年）  | 株式会社日立製作所 白土博樹（北海道大学医学研究院 連携研究センター教授）                                       | 動体追跡粒子線がん治療システムの開発と実用化                                                                      |
| 2021年（令和3年）  | 次世代バイオ医薬品製造技術研究組合                                                                             | ＧＭＰ準拠製造施設を活用したバイオ医薬品開発への貢献                                                              |
| 2022年（令和4年）  | 未実施 | |
| 2023年（令和5年）  | 株式会社トプコン                                                                                               | 眼科用光干渉断層計の研究開発と実用化及び普及                                                                      |

### スタートアップ賞（健康・医療戦略担当大臣表彰）
スタートアップとして特に顕著な功績と将来性が期待される事例（1件）
| 年度              | 受賞者団体・受賞者名（団体名は受賞時） | 功績                                      |
| ----------------- | -------------------------------------- | ----------------------------------------- |
| 2023年（令和5年） | Chordia Therapeutics株式会社           | RNA制御ストレスを標的とした抗がん薬の開発 |

### スタートアップ奨励賞（ファイナリスト）
現時点ではスタートアップ賞の水準に達しないものの、将来性が期待される優れた事例（数件）
| 年度              | 受賞者団体・受賞者名（団体名は受賞時）   | 功績                                                     |
| ----------------- | ---------------------------------------- | -------------------------------------------------------- |
| 2023年（令和5年） | 株式会社Luxonus                          | 新たな画像診断装置（光超音波イメージング）の開発         |
| 2023年（令和5年） | ジャパンメディカルデバイス株式会社       | デジタル技術を駆使した心臓再現と個別化医療               |
| 2023年（令和5年） | 株式会社Magic Shields                    | 転倒による大腿骨骨折対策床「ころやわ」の社会実装         |
| 2023年（令和5年） | Axcelead Drug Discovery Partners株式会社 | 革新的な技術基盤を活かした多様な創薬プロジェクトへの貢献 |
| 2023年（令和5年） | 株式会社アイ・ブレインサイエンス         | 【医療DX】見るだけの認知機能評価アプリの開発             |

### 日本医療研究開発機構理事長賞
若手研究者（45歳未満を目安）で顕著な功績が認められる事例（数件）
| 年度               | 受賞者団体・受賞者名（所属名、姓名は受賞時）                                               | 功績                                                                                              |
| ------------------ | ------------------------------------------------------------------------------------------ | ------------------------------------------------------------------------------------------------- |
| 2017年（平成29年） | 西増弘志（東京大学大学院理学系研究科助教）                                                 | ゲノム編集ツールCRISPR-Cas9の作動機構の解明及び新規ツールの創出・実用化                           |
| 2017年（平成29年） | 木村建次郎（神戸大学大学院理学研究科准教授）                                               | 次世代乳癌スクリーニングのためのマイクロ波散乱場断層イメージングシステムの開発                    |
| 2017年（平成29年） | 武部貴則（横浜市立大学大学院医学研究科准教授）                                             | ヒトのミニ臓器を創出する革新手法の開発                                                            |
| 2017年（平成29年） | 橋口隆生（九州大学大学院医学研究院准教授）                                                 | 抗ウイルス薬及びワクチン開発に繋がるウイルス・受容体・抗体の構造基盤解明                          |
| 2018年（平成30年） | 朔啓太（九州大学循環器病未来医療研究センター助教）                                         | 心筋梗塞時の心筋壊死を極小化する迷走神経刺激カテーテル装置開発                                    |
| 2018年（平成30年） | 坂本毅治（東京大学医科学研究所分子発癌分野准教授）                                         | 酸素センシング機構を標的とした安全性の高いがんの抗転移薬の開発                                    |
| 2018年（平成30年） | 山末英典（浜松医科大学医学部精神医学講座教授）                                             | オキシトシン経鼻剤による自閉スペクトラム症中核症状への初の治療薬開発：脳画像／ゲノム解析の応用発  |
| 2018年（平成30年） | 山本雅裕（大阪大学微生物病研究所教授）                                                     | 宿主免疫系による病原性寄生虫感染症の制御機構の解明                                                |
| 2019年（令和元年） | 香月康宏（鳥取大学大学院医学系研究科/染色体工学研究センター准教授）                        | 人工染色体技術を用いたヒト化マウス/ラットおよび多機能細胞による創薬支援                           |
| 2019年（令和元年） | 髙山順（東北大学高等研究機構未来型医療創成センター助教）                                   | 「日本人基準ゲノム配列」初版JG１の作成・公開                                                      |
| 2019年（令和元年） | 村山正宜（理化学研究所脳神経科学研究センターチームリーダー）                               | 触覚関連疾患の脳内メカニズム解明に繋がる生理的な知覚とその記憶の神経基盤解明                      |
| 2019年（令和元年） | 山崎聡（東京大学医科学研究所特任准教授）                                                   | 造血幹細胞の低コスト大量培養技術の開発                                                            |
| 2019年（令和元年） | 山西陽子（九州大学大学院工学研究院機械工学部門流体医工学研究室教授）                       | 針なし気泡注射器を用いた低侵襲網膜血栓除去新技術の開発                                            |
| 2020年（令和2年）  | 岡田随象（大阪大学大学院医学系研究科遺伝統計学分野教授）                                   | 遺伝統計学を駆使した「ゲノム個別化医療」への貢献                                                  |
| 2020年（令和2年）  | 坂田(柳元)麻実子（筑波大学医学医療系准教授）                                               | T細胞リンパ腫におけるゲノム異常を有するがん細胞と微小環境細胞の本態解明に基づくがん治療戦略の確立 |
| 2020年（令和2年）  | MOI MENG LING（長崎大学熱帯医学研究所病原体解析部門ウイルス学分野教授）                    | デング熱やジカ熱などの蚊媒介性感染症の伝播様式及び免疫応答の解明への貢献                          |
| 2021年（令和3年）  | 宮本隆史（社会福祉法人善光会理事）                                                         | スマート介護プラットフォーム（SCOP）の開発                                                        |
| 2021年（令和3年）  | 村松里衣子（国立精神・神経医療研究センター神経研究所部長）                                 | 生体全体のシステムに着目した脳神経回路修復機構及び老化との関わりの解明                            |
| 2021年（令和3年）  | 林原絵美子（国立感染症研究所細菌第二部主任研究官）                                         | ヒト胃に感染するヘリコバクター・スイスの感染病態解明                                              |
| 2022年（令和4年）  | 未実施                                                                                     |                                                                                                   |
| 2023年（令和5年）  | 江島広貴（東京大学大学院工学系研究科マテリアル工学専攻准教授）                             | 水生生物の接着機構にヒントを得た生体組織接着剤の研究開発                                          |
| 2023年（令和5年）  | 塩飽裕紀（東京医科歯科大学大学院医歯学総合研究科精神行動医科学分野テニュアトラック准教授） | 統合失調症の原因解明と新しい治療法の創出につながるシナプス分子に対する新規自己抗体の発見          |
| 2023年（令和5年）  | 髙木聡（公益財団法人がん研究会がん化学療法センター基礎研究部研究員）                       | 脂質メディエータ受容体を標的とした骨肉腫の増殖・転移を阻害する新治療の開発                        |
| 2023年（令和5年）  | 武内俊樹（慶應義塾大学医学部小児科学教室専任講師）                                         | 「社会共創」の観点を重視した研究開発とゲノム解析による新生児・小児医療への貢献                    |
| 2023年（令和5年）  | 星野歩子（東京大学先端科学技術研究センター細胞連関医科学分野教授）                         | エクソソーム含有タンパク質をパラメーターとした健康長寿とアルツハマー病マーカーの解明              |